# Bình Minh (Quảng Nam)
Bình Minh is een xã in het district Thăng Bình, een van de districten in de Vietnamese provincie Quảng Nam. Bình Minh heeft ruim 7100 inwoners op een oppervlakte van 11,8 km².

## Geografie en topografie
Bình Minh ligt in het oosten van de huyện Thăng Bình. In het oosten ligt de Zuid-Chinese Zee. De aangrenzende xã's zijn Bình Dương, Bình Đào en Bình Hải.

## Verkeer en vervoer
Een belangrijke verkeersader is de Tỉnh lộ 613. Deze weg verbindt Hà Lam met Bình Minh.